# Adapter (wzorzec projektowy)
Adapter (także: opakowanie, ang. wrapper) – strukturalny wzorzec projektowy, którego celem jest umożliwienie współpracy dwóm klasom o niekompatybilnych interfejsach. Adapter przekształca interfejs jednej z klas na interfejs drugiej klasy. Innym zadaniem omawianego wzorca jest opakowanie istniejącego interfejsu w nowy.

## Problem
Wzorzec adaptera stosowany jest najczęściej w przypadku, gdy wykorzystanie istniejącej klasy jest niemożliwe ze względu na jej niekompatybilny interfejs. Drugim powodem użycia może być chęć stworzenia klasy, która będzie współpracowała z klasami o nieokreślonych interfejsach.

## Struktura

Diagram klas wzorca Adapter (wariant klasowy)

Diagram klas wzorca Adapter (wariant obiektowy)

Istnieją dwa warianty wzorca Adapter:
- klasowy,
- obiektowy.

Różnią się one nieznacznie budową oraz właściwościami. Do stworzenia adaptera klasowego wykorzystywane jest wielokrotne dziedziczenie. Klasa adaptera dziedziczy prywatnie po klasie adaptowanej oraz publicznie implementuje interfejs klienta. W przypadku tego adaptera wywołanie funkcji jest przekierowywane do bazowej klasy adaptowanej.
W przypadku adaptera obiektowego klasa adaptera dziedziczy interfejs, którym posługuje się klient oraz zawiera w sobie klasę adaptowaną. Rozwiązanie takie umożliwia oddzielenie klasy klienta od klasy adaptowanej. Komplikuje to proces przekazywania żądania: klient wysyła je do adaptera, wywołując jedną z jego metod. Następnie adapter konwertuje wywołanie na jedno bądź kilka wywołań i kieruje je do obiektu/obiektów adaptowanych. Te przekazują wyniki działania bezpośrednio do klienta.

## Adapter dwukierunkowy
Zadaniem adaptera dwukierunkowego jest adaptowanie interfejsów klienta oraz adaptowanego. Dzięki takiemu rozwiązaniu każda z klas może pełnić zarówno funkcję klienta jak i adaptowanego. Ten typ adaptera można zaimplementować tylko za pomocą wielokrotnego dziedziczenia.

## Konsekwencje stosowania
Konsekwencje stosowania wzorca są różne w zależności od tego, z jakim typem mamy do czynienia. W przypadku typu klasowego są to:
- brak możliwości adaptowania klasy wraz z jej podklasami,
- możliwość przeładowania metod obiektu adaptowanego.

Do konsekwencji stosowania adaptera obiektowego należą:
- możliwość adaptacji klasy wraz z jej podklasami (związane jest to z wykorzystaniem składania obiektów),
- możliwość dodawania nowej funkcjonalności,
- brak możliwości przeładowania metod obiektu adaptowanego.

W obu przypadkach należy liczyć się z narzutem wydajnościowym – tym większym, im większa jest niekompatybilność interfejsów.